# 町田健
町田 健（まちだ けん、1957年3月27日 - ）は、日本の言語学者、名古屋大学名誉教授。専門は言語学。日本語学者としてテレビに出演。福岡県出身。

## 略歴
1975年私立久留米大学附設高等学校卒業。1979年東京大学文学部言語学科卒業、1981年同大学院人文科学研究科言語学専門課程修士課程修了、1982年河合塾英語科講師、1984年フランス政府給費留学生（ストラスブール大学ロマンス語学研究所留学　1985年まで）1986年東京大学大学院人文科学研究科言語学専門課程博士課程単位取得退学、東京大学文学部助手。1989年11月愛知教育大学教育学部助教授。1992年成城大学文芸学部助教授、1996年北海道大学文学部助教授、1998年10月名古屋大学文学部教授、2000年名古屋大学文学研究科教授、2006年文学研究科長・文学部長。2017年4月久留米大学附設中学校・高等学校の校長に就任。

## 活動

### 研究
文の意味と構造の関係、ソシュール学説、フランス語などを研究。初心者には難解とされる生成文法等を分かりやすく解説する。
日本語文法にも精通しており、文部省科学研究費で和仏機械翻訳のための基礎的研究に取り組むなど幅広いジャンルで活躍している。

### テレビ出演
また最近ではタモリのジャポニカロゴス等のテレビ番組にも出演しているが、歴史的仮名遣いや漢字の音訓など彼自身の誤認に基づく誤った発言がそのまま放送されるケースもあった。
常に冷静だが、2007年6月5日放送の「メガドル(メガネアイドル)が何の略語か」という問題で時東ぁみのファンであることを公表した。また、9月22日放送の同番組のスペシャルによると、メガネフェチでもあるとのこと。
あいまい語ペディア（2008年3月18日放送）でも同様に、「萌え～」の項目から時東ぁみに萌える男と公言。
ペケ×ポン（2010年10月22日放送より｢MAX敬語｣にレギュラーとして出演）解答者の答えが全く違う時は徹底的にこき下ろす毒舌キャラとして扱われ一度解答者になった上田晋也も「アイツ嫌いかも」と発言していた。
クイズ!ヘキサゴンII（2010年12月1日放送より「選んで消そう クイズ!漢字ブロック」に判定役として出演）
さまぁ〜ずの神ギ問（2016年 2月20日放送より言語学者として出演）「犬や象のように日本語で呼ぶ動物とライオンのように英語で呼ぶ動物の違いとは？」の問いに「虎は遣唐使が持ち帰った虎画で日本に知られる」とした上で「中国・朝鮮語を基にした日本語」と解説した。

## 著書
- 『日本語の時制とアスペクト』アルク NAFL選書 1989
- 『Hyper workbook 「フロンティア総合英語」準拠』研究社出版　1996
- 『高校総合英語 「フロンティア総合英語」準拠』研究社出版　1996
- 『言語学が好きになる本』（研究社出版、1999）
- 『生成文法がわかる本』（研究社出版、2000）
- 『日本語のしくみがわかる本』研究社出版　2000
- 『言語が生まれるとき・死ぬとき』大修館書店　ドルフィン・ブックス 2001
- 『まちがいだらけの日本語文法』講談社現代新書 2002
- 『町田教授の英語のしくみがわかる言語学講義』研究社　2002
- 『コトバの謎解き ソシュール入門』（光文社新書、2003）
- 『町田健のたのしい言語学』（ソフトバンククリエイティブ、2004）
- 『ソシュールと言語学 コトバはなぜ通じるのか』（講談社現代新書、2004）
- 『ソシュールのすべて―言語学でいちばん大切なこと』（研究社、2004）
- 『チョムスキー入門 生成文法の謎を解く』（光文社新書、2006）
- 『「町田式」正しい文章の書き方―言いたいことが正確に伝わる!』（PHP研究所、2006）
- 『大人のための国語授業 名文に宿る「美しい」日本の言葉』主婦の友社　2006
- 『3単舌 たったの3語で伝わる英会話フレーズ100』主婦の友社　2007
- 『言語世界地図』新潮新書　2008年
- 『日本語の正体』研究社　2008
- 『変わる日本語その感性』青灯社　特別講義　2009年
- 『日本誤百科』中日新聞社　2010
- 『言語構造基礎論 文の意味と構造』勁草書房　2011
- 『たった3語ですべてが伝わる英会話』主婦の友社　2011
- 『ロマンス語入門』三省堂　2011
- 『「てにをは」からやりなおす日本語レッスン ○×チェックでみるみるわかる』技術評論社 2013
- 『フランス語文法総解説』研究社、2015年
- 『3語で伝える英会話 短い英語で、話す人も聞く人もラクになる!』主婦の友社, 2020.8
- 『日本語文法総解説』研究社, 2021.5

### 共編著
- 『よくわかる言語学入門 解説と演習』籾山洋介共著　バベル・プレス　1995
- 『言語学のしくみ』編著　研究社　2001
- 『言語学入門 これから始める人のための入門書』佐久間淳一,加藤重広共著　研究社　2004
- 『大学生のための英文法再入門』豊島克己共編著 研究社 2014
- 『例文で覚えるフランス語文法 コツコツ覚えて大きな力に!』市川しのぶ共著. 研究社, 2018.6
- 『英語長文読解 読み方から解法まで 発展編 (河合塾SERIES) 監修, 天倉一博,高沢節子,中島健,村瀬亨共著. 河合出版, 2020.7

### 翻訳
- ローリー・バウワー,ピーター・トラッドギル編『言語学的にいえば…―ことばにまつわる「常識」をくつがえす』監訳 水嶋いづみ訳（研究社、2003）
- セミル・バディル『イェルムスレウ ソシュールの最大の後継者』大修館書店　2007
- ノーム・チョムスキー『言語と精神』河出書房新社　2011
- フェルディナン・ド・ソシュール『新訳 ソシュール一般言語学講義』研究社、2016